# Caspar Christopher Bartholin
 Der er flere personer med dette navn, se Caspar Bartholin.
Caspar Christopher Bartholin, senere Bartholin-Eichel (født 11. november 1700, død 26. januar 1765 i København) var konstitueret justitiarius i Højesteret. Han var søn af Christopher Bartholin, far til godsejer Johan Bartholin-Eichel og til overretsassessor Thomas Bartholin-Eichel.
Bartholin blev 1720 sekretær i det Danske Kancelli, 1727 tillige sekretær i Kommissionen for "de fattiges Væsen", 1734 desuden assessor i Højesteret, 1735 virkelig justitsråd, 1747 titulær og 1752 virkelig etatsråd, 1760 konferensråd og konstitueredes efter gehejmeråd Hans Frederik von Levetzaus død som justitiarius i Højesteret og blev tillagt løn som sådan, indtil kongen "maatte finde for godt nogen virkelig Justitiarium at beskikke", hvilket først skete ved Mogens Rosenkrantz' udnævnelse kort efter Bartholins død. Han beholdt lige til det sidste sin stilling og gage som sekretær i det Danske Kancelli, i hvis kollegium han i de sidste 30 år af sin levetid havde sæde. Indtil 1745 ejede han herregården Kås.
Han blev 26. maj 1735 gift med Else Worm, en datter af biskop Christen Worm; efter hendes død 19. maj 1740 ægtede han 20. maj 1744 Elisabeth Hedevig Eichel til Aastrup (1729 – 24. april 1755), en datter af etatsråd, borgmester i København Just Valentin Eichel (ca. 1690-1743). Han var blevet udpeget til formynder for hende og endte med at gifte sig med hende, hvorved han blev ejer af stamhuset Aastrup, som siden overtogs af sønnen Johan. Af samme grund kaldtes han i sine sidste år undertiden Bartholin-Eichel. Bartholin er begravet i Soderup Kirke.